# Det gör ont en stund på natten men inget på dan
Det gör ont en stund på natten men inget på dan släpptes 2004 och är ett studioalbum av Lena Philipsson , som toppade den svenska albumlistan fem veckor i följd och blev Lena Philipssons första albumetta. 2005 hade albumet sålts i över 120.000 exemplar, och därmed platina två gånger.
Orup skrev alla låtarna, och ett musikaliskt samarbete mellan de två artisterna inleddes. Lena Philipsson fick 2004 sina största framgångar på flera år.

## Låtlista
Alla låtar är skrivna och komponerade av Orup. 
| Nr           | Titel                             | Längd |
| ------------ | --------------------------------- | ----- |
| 1.           | Lena Anthem                       | 4:16  |
| 2.           | Det nya Europa                    | 4:31  |
| 3.           | Låt oss säga vi var gifta         | 4:34  |
| 4.           | Det gör ont                       | 3:06  |
| 5.           | På gatan där jag bor              | 4:15  |
| 6.           | Stopp! Nej! Gå härifrån!          | 3:27  |
| 7.           | Delirium                          | 4:29  |
| 8.           | Ingenting är längre som förut     | 4:01  |
| 9.           | Min mor sa till mig               | 4:24  |
| 10.          | Säg det som det är                | 4:10  |
| 11.          | Den dröm som alla drömmar drömmer | 3:13  |
| Total längd: | Total längd:                      | 44:26 |

## Listplaceringar
| Lista (2004-2005) | Topplacering |
| ----------------- | ------------ |
| Sverige           | 1            |